# Bradavice
Bradavice (lat. verruca, počeštěně veruka) je nezhoubný výrůstek na kůži nebo na sliznici.
Bradavice jsou nezhoubné nádorky (novotvary) způsobené lidským kožním papilomavirem HPV. Papilomaviry se v lidské populaci běžně vyskytují a většina z nich nevyvolává u člověka žádné onemocnění. Viry z této skupiny mohou však způsobovat i závažnější onemocnění, jako je rakovina děložního čípku nebo jiné infekční kožní choroby. Virus HPV obsahuje dvouřetězcovou DNA. Vyskytuje se v lidské populaci i u jiných živočišných druhů. Všechny HPV viry jsou vysoce druhově specifické, proto se nemohou mezi živočišnými druhy přenášet. Virus je přenosný dotekem a může proniknout do podkoží například malým poraněním. Bradavice mají individuální inkubační dobu od několika týdnů, přes měsíce nebo dokonce roky. Člověk tedy může přenášet bradavice, aniž by sám nějaké měl. Bradavice se nejčastěji vyskytují na rukou, na nohou nebo v obličeji, přičemž hlavním důvodem je, že se v těchto partiích nachází vysoké množství potních žláz, kterými může HPV virus proniknout do pokožky. Pokud je s již vytvořeným novotvarem neodborně manipulováno, mohou se viry rozšířit krví a vytvořit další bradavice. (Tento problém může nastat i v ordinaci dermatologa, kdy lékař bradavici dostatečně neodstraní, což má negativní následek v podobě diseminace bradavice do okolí a růst nových novotvarů.[zdroj?])
Zvláště ohroženi jsou jedinci s oslabenou imunitou.

## Jak rozlišit bradavici od jiných kožních výrůstků

Bradavice

Bradavice jsou tvrdší a mají obvykle hrubší povrch. Uprostřed jsou často viditelné malé černé tečky (krevní cévky, které bradavici vyživují). Jedná se o malé kožní výrůstky o velikost 1–10 mm, které jsou drsné, nejčastěji bílé, někdy růžové nebo hnědé. Zejména na prstech nebo chodidlech mohou být obtížné. Bradavice jsou zdraví neškodné, problém je především kosmetický.
Dalším běžným kožním výrůstkem je tzv. fibrom (histiocytom, dermatofibrom). Na rozdíl od bradavic bývají fibromy měkké a vypadají obvykle jako malé stopky s kulatou hlavičkou. Nejčastěji se nacházejí na krku, v podpaží, pod prsy či v tříslech. Vznikají totiž v místě tření a dráždění kůže. Fibrom je nezhoubný a není ani infekční, takže se nemůže přenést z jedné osoby na druhou.
Mezi další kožní útvary, které si lidé pletou s bradavicí, patří mateřské znaménko (naevus). Mateřská znaménka bývají jednobarevná a nemění se z měsíce na měsíc. Mohou však tmavnout vlivem hormonálních změn. Někdy z nich rostou chlupy.
Moluska jsou červené výrůstky, které trápí především děti a mladistvé. Způsobuje je virus molluscum contagiosum. Na počátku je patrný hrbolek barvy kůže o velikosti špendlíkové hlavičky. Růst obvykle není bolestivý. Časem se hrbolek zvětší do velikosti perličky a mívá propadlý střed. U dospělých je virus často přenášen pohlavně a napadá genitálie, spodní část břicha, bedra a vnitřní strany stehen.
Seboroická keratóza neboli stařecké bradavice, také seboroické veruky nebo senilní veruky jsou hrbolaté kožní výrůstky, které jsou kosmetickým problémem řady lidí, zejména ve věku nad 50 let. Objevují se postupně – obvykle na obličeji, krku, hrudníku nebo na zádech. Zpočátku vypadají jako oranžové skvrny, později se povrch vyvyšuje, drolí a bradavice tmavnou; barva se pohybuje od světle hnědé po černou. Mohou nepříjemně svědit. S rostoucím věkem jich může přibývat, ale jsou neškodné a nejsou nakažlivé. Jsou běžným příznakem stárnutí kůže. Pokud překážejí (jsou drážděny límečkem, podprsenkou aj.) nebo jsou estetickým problémem, lze je odstranit (kryochirurgie, elektrochirurgie a kyretáž, laserová terapie, excize čili vyříznutí).

## Inkubační doba a přenos bradavic
Inkubační doba bradavic může být 1–6 měsíců i delší.
Virus se přenáší dotykem a do podkoží proniká například drobným poraněním, popřípadě tam, kde je kůže oslabena, propocená, rozmočená nebo jinak narušená.
Přímý kontakt – z člověka na člověka nebo u jedince z jedné části těla na druhou (autoinokulace).
Nepřímý kontakt – prostřednictvím kontaminovaných předmětů, například společný ručník, podložka v koupelně, podlaha ve veřejných prostorách (šatny sportovišť, bazény, sauny) a jiné prostory, kde lidé chodí na boso).
Genitální bradavice (kondylomata) se přenášejí výhradně pohlavním stykem. Infekce se šíří přímým kontaktem při orálním, genitálním či análním sexu s infikovaným partnerem. 
Přenos je možný i od zvířat, nejčastěji od dobytka, koní a psů.

## Výskyt bradavic
Odhaduje se, že bradavice se vyskytují zhruba u 10 % dětí a dospívajících. Nejvyšší četnost výskytu je ve věku mezi 12 a 16 lety, přičemž častější výskyt je u dívek. Bradavice se mohou vyskytovat po celém těle. Mají proměnlivou morfologii. Rozlišovat lze několik základních typů bradavic.

## Typy bradavic

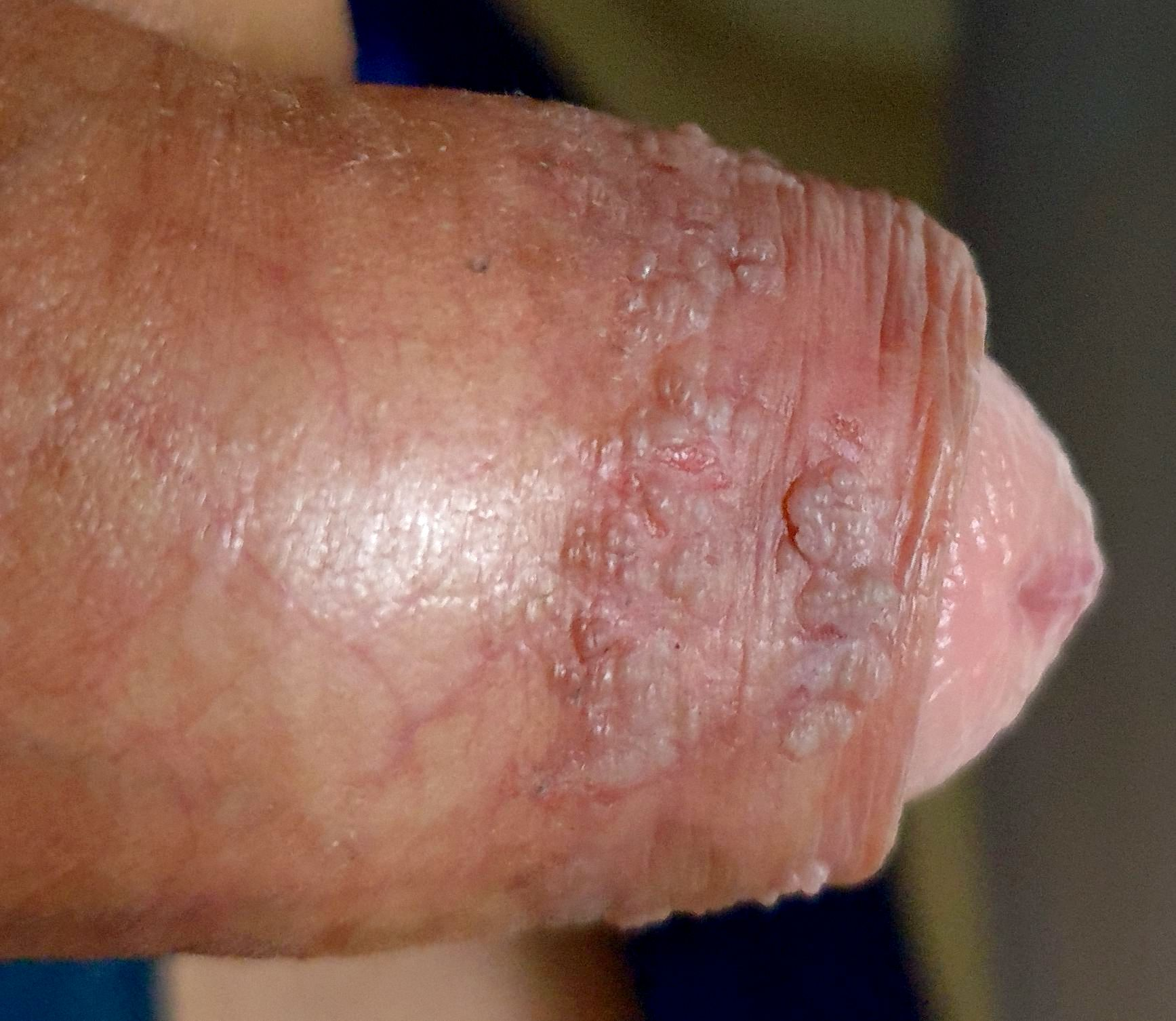
Condylomata accuminata

Žádný z typů bradavic nemá „kořeny“.
Vulgární veruky (verruca vulgaris) – nejběžnější typ bradavice, nejčastěji vyvolané HPV 1, 2, 4, 7. Projevuje se jako nepravidelná začervenalá papula hrubého povrchu. Bradavice jsou často mnohočetné, někdy splývají v plaky. Mohou se vyskytovat ve skupinkách nebo tvořit souvislé vrstvy. Infekce je přenosná, možné je i šíření autoinokulací, škrábáním. Objevuje se často například okolo prstů. Nepříjemné je umístění na ploskách a pod nehty. Někdy zmizí samovolně nebo se k jejímu odstranění používá kapalný dusík, sníh CO2, různé náplasti, lapis atd.

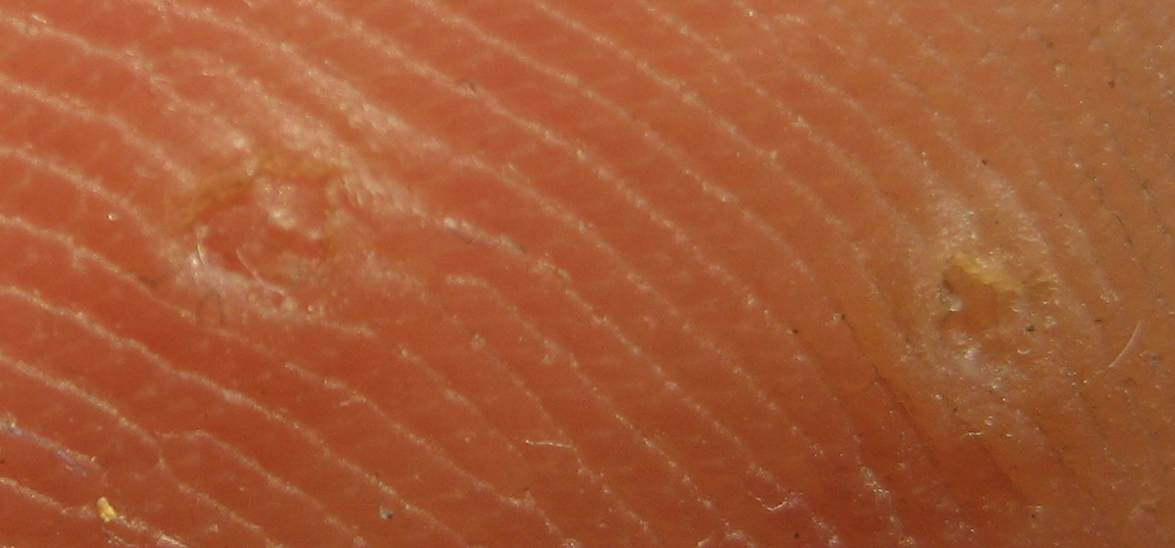
Verruca vulgaris

Plantární veruky (verruca plantaris) – často vyvolané HPV 1 a HPV 4. Objevují se hlavně na chodidlech, kde je kůže velmi namáhána; při chůzi mohou být velmi bolestivé. Mají nerovný povrch a nejsou tak výrazně vystouplé jako vulgární veruky. Mohou jimi prosvítat načervenalé nebo tmavé tečky a čárky, což jsou krevní cévky, které zásobují bradavici krví. Kůže je zažloutlá a zhrubělá. Někdy se vyskytují ve skupině, mohou na ploskách vytvářet mozaiku.

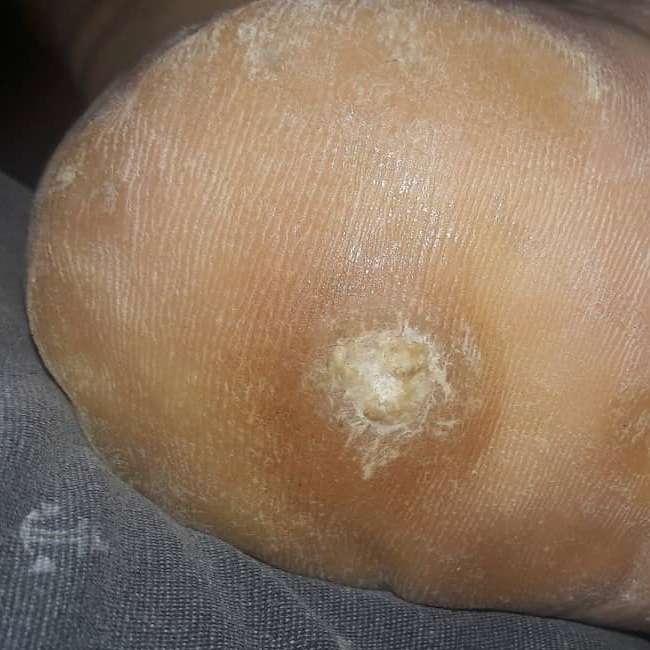
Verruca plantaris

Nitkovité veruky (verruca filiformis) – nitkovité bradavice mají úzký, protáhlý tvar a stopkovitě vystupují nad úroveň kůže. Připomínají tenké nitky nebo prstíčky. Mají barvu kůže nebo růžovobělavou barvu.

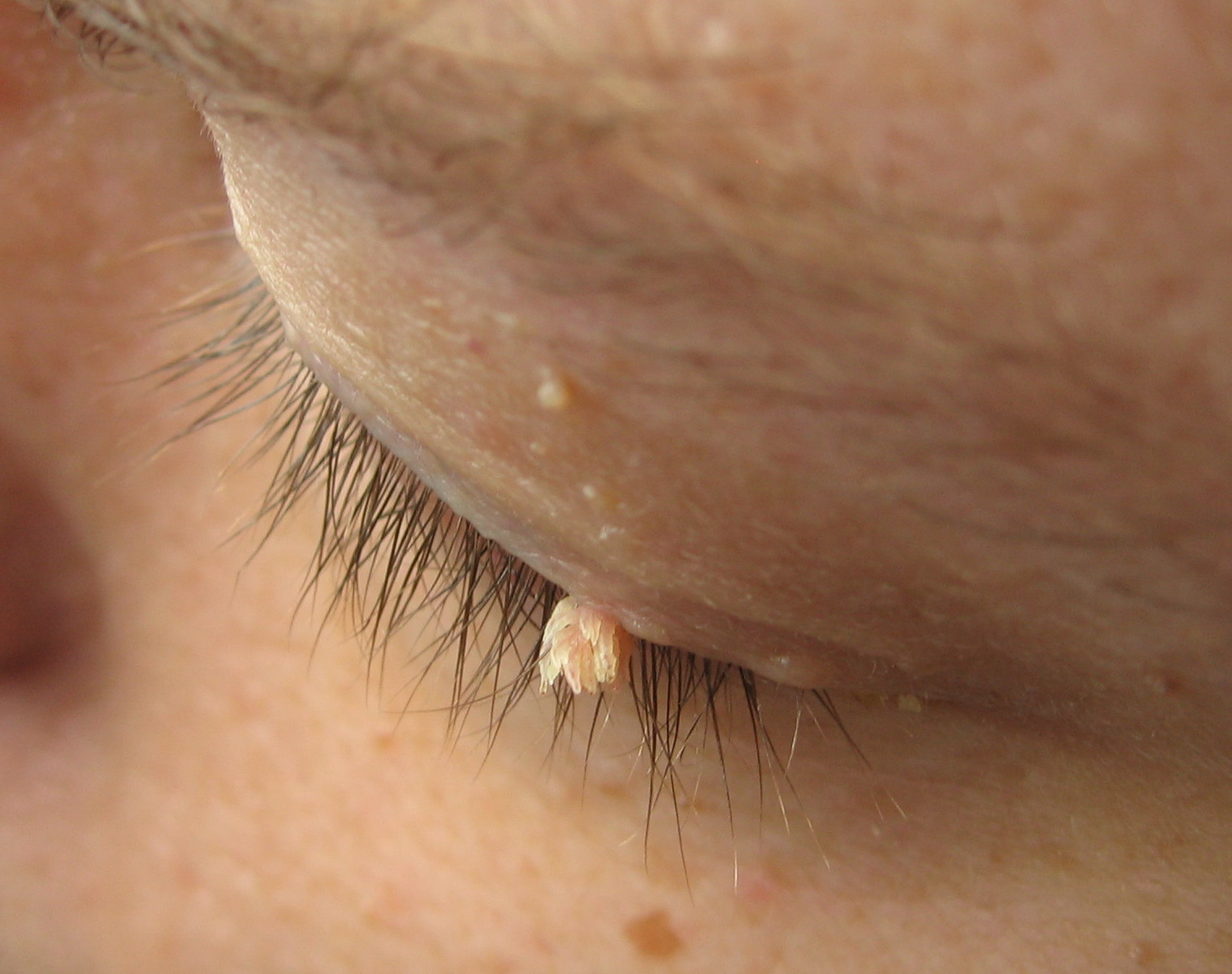
Verruca filiformis

Planární veruky (verrucae planae juvenilis) čili ploché dětské veruky – jsou vyvolány převážně HPV 3. Vyskytují se ve shlucích, na obličeji, krku nebo hřbetech rukou. Jsou to ploché, čočkovité bradavičky s hladkým povrchem, narůžovělé či jemně nahnědlé, v průměru 2–5 mm, často mnohočetné. Snadno se rozsévají, například při holení vousů a nohou. Postihují hlavně děti a mladší dospělé.

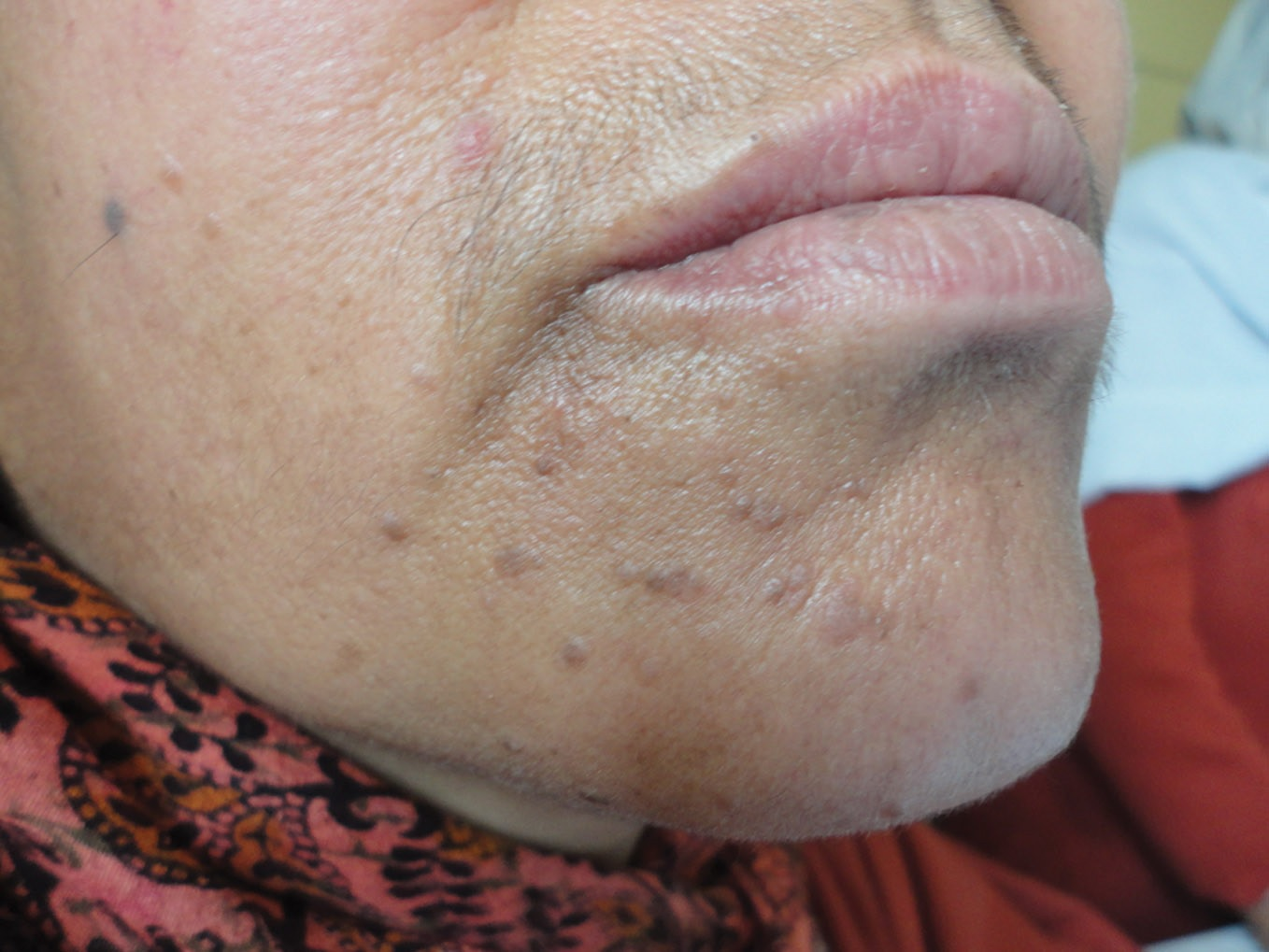
Verrucae planae juvenilis

Anogenitální veruky (condylomata accuminata) neboli kondylomata – z 90 % jsou vyvolané HPV 6 a HPV 11. Jde o mnohočetné jemné nebo splývající papulky s drsným povrchem v oblasti konečníku a genitálu. Přenášejí se zejména pohlavním stykem, ale mohou se vyskytnout i u dětí (od rodičů v důsledku nedostatečné hygieny).

## Léčba bradavic

### Odstranění bradavic v domácím prostředí
Dostupné jsou volně prodejné přípravky, které využívají k léčbě metody „keratolýzu“ a „kryoterapii“. Cílem obou metod je narušení a následné odstranění bradavice.
- Domácí keratolýza – metoda je založena na bázi kyselin; „leptání“ nejčastěji kyselinou salicylovou (často se kombinuje s kyselinou mléčnou), která šetrně rozruší tuhou, zbytnělou kůži; tu je třeba pravidelně odstraňovat.[7] Tkáň působením kyseliny nekrotizuje (odumře) a její odstranění je pak bezbolestné. V průběhu léčby se bradavice postupně i sama odloupne. Kyselinu salicylovou mohou vhodně doplňovat další účinné látky, které podporují léčbu, například v lidovém léčitelství dobře známý vlaštovičník s antimikrobiálními účinky, terpentýnová silice z borovicové pryskyřice, která obsahuje terpenové sloučeniny pinen, camphen a limonen (ty působí antisepticky, podporují prokrvení tkáně, zvyšují resorpci patologicky změněné tkáně a přispívají k tvorbě granulační tkáně) nebo extrakt z nedřevnatých částí zeravu západního (Thuja occidentalis) s obsahem monoterpenů (tyto látky snižují tvorbu mazu, mají tzv. antiseboroický účinek), dále vykazují tonizující účinek a přispívají k vyhlazení).[10] Aplikace se provádí denně po dobu několika dnů, někdy i týdnů. Tato bezbolestná metoda je vhodná i pro děti.

Mezi další leptadla používaná k odstranění bradavic patří kyselina mravenčí, kyselina trichloroctová (TCA), kyselina chloroctová a kyselina dusičná. Ovšem vzhledem k možnosti vzniku dermatitid je dnes již málo užívaným způsobem léčby. Leptadla mohou navíc způsobit poleptání nebo nekrózu s následnou jizvou, a proto je třeba zacházet s přípravky obsahujícími tyto látky velmi opatrně. Z tohoto důvodu jsou výše zmíněná leptadla považována za zastaralá kaustika (kaustikum je látka způsobující poleptání tkáně). Leptadla se obvykle aplikují jedenkrát týdně.
- Domácí kryoterapie – funguje na bázi zmrazení bradavice pomocí tekutého dusíku; v domácím prostředí se léčí pomocí aplikátorů, které jsou naplněny směsí plynů. Mráz proniká do nejhlubší vrstvy bradavice, pod bradavicí vznikne puchýř a bradavice po několika dnech odpadne. Účinnost domácí kryoterapie je podstatně nižší, než bývá při využití metody zmrazení tekutým dusíkem v ordinaci dermatologa. Teplota při zmrazení dermatologem je až dvojnásobná (−196 °C). Ošetřené místo může být po aplikaci citlivé nebo bolestivé podobně jako omrzlina. Při používání této metody existuje riziko vzniku jizev nebo pigmentového zabarvení.
- Lokální destrukce potíráním kompaktní masou dusičnanu stříbrného (97 % AgNO3 + 3 % KNO3) po dobu kolem devíti dní. Účinnost je 43 % ve srovnání s 11 % při použití placeba.
- Přelepování – nejjednodušší metodou je dlouhodobé přelepování místa neprodyšnou náplastí.[12]

### Odborné odstranění bradavic lékařem
Pokud bradavice nelze odstranit v domácím prostředí (jsou velké a rozsáhlé, vyskytují se na obličeji či jiných citlivých místech nebo nereagují na domácí léčbu a opakovaně se vrací), je na místě vyhledat dermatologa. Dle typu bradavic a rozsahu se volí vhodný způsob léčby.

### Chirurgické řešení
- Kryoterapie (metoda ošetření tekutým dusíkem) – efektivní metoda, která se doporučuje při léčbě vulgárních a plochých bradavic. Do tkáně bradavice je aplikován kapalný dusík. Ten ji zmrazí při teplotě kolem −196 °C. Provádí se v intervalech jednoho až dvou týdnů a aplikuje se po dobu 10–30 sekund v závislosti na velikosti a typu bradavice. Léčba touto metodou bývá efektivní, avšak bolestivá, proto se u dětí doporučuje pouze v případech, že ostatní metody léčby selhaly. Po zákroku mohou vznikat jizvy. Úspěšnost léčby je 79–88 %. Riziko rekurence (recidivy) je 20–40 %.[8]
- Použití laseru – metoda spočívá v zasažení krevního zásobení buněk bradavice. Bez něho bradavice odumře a vyloupne se. Výhodou je, že ani u bradavic větších rozměrů nevznikají jizvy. Metoda je vhodná zejména k odstranění velkých nebo mnohočetných bradavic nebo tehdy, když je odstranění nutné v době těhotenství. Při dobrém provedení je úspěšnost po jednom až třech ošetřeních 96% až 100%. Riziko rekurencí je pouhých 5 %. Tato metoda není hrazena z veřejného pojištění a pacient si musí proceduru uhradit sám.[8]
- Chirurgické odstranění (kyretáž) – vyříznutí nebo vyloupnutí ostrou lžičkou. (Vyříznutí skalpelem se příliš nedoporučuje kvůli riziku recidiv.) Provádí se v lokálním znecitlivění. Riziko rekurence je poměrně vysoké, 20–27 %.[8]
- Fotodynamická terapie – provádí se osvícením postiženého místa světlem ve viditelné oblasti vlnového spektra (630 nm), a to v přítomnosti látek, které za těchto podmínek uvolňují vysoce reaktivní radikály. Po ozáření takto ošetřeného ložiska viditelným světlem dochází k cytotoxické reakci, která způsobí poškození tkáně na úrovni různých buněčných struktur a dochází k destrukci ložiska. [13] Metoda je vhodná například k odstraňování mnohočetných bradavic.

### Medikamentózní terapie
- Použití leptadel (keratolýza) – k ošetření bradavic u dětí se někdy používá kyselina chloroctová (MCAA). Metodu již lékaři příliš neužívají vzhledem k již existujícím efektivnějším metodám léčby.
- Aplikace přípravků obsahující podofylin nebo podofylotoxin. [14]
- Použítí cytostatik bleomycin nebo 5-fluorouracil – v případech, kdy jiné přístupy byly málo úspěšné. Cytostatika bleomycin, 5-fluorouracil a podofylin jsou kontraindikována v graviditě, při laktaci a u dětí.[15]
- Použítí přípravků obsahujících retinoidy – u těžkých stavů. Jedná se o derivát vitaminu A, tretinoin (acitretin). Použití těchto přípravků má četné kontraindikace.[14]
- Imunoterapie – zahrnuje podávání různých imunomodulátorů. Mohou to být imunomodulátory imiquimod, dinitrochlorobenzen (DNCB), diphencypron (DCP), dibutyl ester squarové kyseliny (SADBE). Lze podávat inoziplex, případně interferony. Zejména poslední dvě uvedené metody jsou nákladné metody s četnými omezeními v použití.[16]

### Aplikace přírodních látek
Jako nejúčinnější bývá označována šťáva z vlaštovičníku. Ten bývá také součástí některých volně prodejných přípravků určených k odstraňování bradavic. Dále se při léčbě bradavic často zmiňuje aplikace citrónové šťávy, česneku, cibule nebo jablečného octu.

### Alternativní metody
Z alternativních metod lze uvést homeopatii či sugestivní terapii.
Bradavice mohou recidivovat. Spontánní involuce bradavic je možná během 12–24 měsíců, záleží na stavu imunitního systému.

## Samovolné odstraňování
Může se stát, že bradavice díky přirozené imunitě lidského těla po letech odpadnou a zmizí bez jakéhokoli léčení.

## Prevence vzniku bradavic
Prevencí lze do značné míry zabránit vlastní nákaze i nákaze druhých.
- Do společných prostor, zejména s vlhkým prostředím (bazén, sauna, sprcha, šatna atp.) nosit vlastní přezůvky.[7]
- Nepoužívat společný ručník, obuv (plastové nazouváky, pantofle, holínky atp.), prádlo; pozor také na koupelnové koberečky, podložky na WC atp.[7]
- Nevystavovat se zbytečně přímému kontaktu s nakaženou osobou.[7]
- Vyhnout se přímému kontaktu s postiženým místem na vlastním těle, oblast neholit. Doporučuje se mýt si ruce horkou vodou a mýdlem.[6]
- Pokud jde o virové akantómy přenosné pohlavním stykem, pak praktikovat pohlavní styk s kondomem a zajistit vyšetření obou stálých partnerů včetně vyšetření event. pohlavně přenosných chorob.[18]

#### Příspěvky v periodikách
- DVOŘÁK, Václav. Boj s bradavicemi je dlouhý, ale vyhrát se dá!. Regenerace. 2010, roč. 18, č. 5, s. 16. ISSN 1210-6631.
- FIALOVÁ, Eva a KRAUSOVÁ, Marie. Voda plná trablů. Living. 2006, roč. 12, č. 4, s. 59. ISSN 1214-1976.
- JOHN, Radek. Místo bradavice rakovina. Týden. 2013, roč. 20, č. 41, s. 40–41. ISSN 1210-9940.
- KUMAR, Pawan et al. Co-infection of bovine papillomavirus type-1 and -10 in teat warts of dairy cattle. Veterinární medicína [online]. 2013, vol. 58, issue 12, s. 605–608 [cit. 2025-05-18]. ISSN 0375-8427. Dostupné z: https://www.agriculturejournals.cz/publicFiles/108945.pdf
- LITERÁK, Ivan a CHYTIL, Josef. I ptáky trápí bradavice: papillomatóza pěnkavy obecné. Živa. 2010, roč. 58, č. 1, s. 38–39. ISSN 0044-4812. Dostupné také z: https://ziva.avcr.cz/files/ziva/pdf/i-ptaky-trapi-bradavice-papillomatoza-penkavy-obec.pdf
- STŘÍPEK, Jiří. Terapie molusek a veruk. Dermatologie pro praxi. 2011, roč. 5, č. 1, s. 45–47. Dostupné také z: https://www.dermatologiepropraxi.cz/pdfs/der/2011/01/12.pdf
- TACHEZY, Ruth. Papillomaviry – věrní průvodci lidstva. Živa. 2004, roč. 52, č. 4, s. 146–149. ISSN 0044-4812. Dostupné také z: https://ziva.avcr.cz/files/ziva/pdf/papillomaviry-verni-pruvodci-lidstva.pdf
- ZLATOHLÁVKOVÁ, Marcela. Odstranění bradavic přírodní cestou. Regenerace. 2016, roč. 24, č. 4, s. 28–29. ISSN 1210-6631.